# هيرويوكي أراي
هيرويوكي أراي هو سياسي ياباني، ولد في 15 مايو 1958. حزبياً، نشط في الحزب الليبرالي الديمقراطي الياباني. وقد انتخب عضو مجلس المستشارين ( – 25 يوليو 2016) وانتخب عضو مجلس النواب من اليابان.

## وصلات خارجية
- الموقع الرسمي